# Мароко на Светском првенству у атлетици у дворани 2012.
Мароко је на Светском првенству у атлетици у дворани 2012. одржаном у Истанбулу од 9. до 11. марта учествовао четрнаести пут, односно, учествовао је на свим првенствима до данас. Репрезентацију Марока представљала су шест такмичара (3 мушкарца и 3 жене), који су се такмичили у три дисциплине.
На овом првенству Мароко је по броју освојених медаља делио 8. место са две освојене медаље (злато и сребро). Поред тога оборен је један национални рекорд и остварен је један лични рекорд сезоне. У табели успешности према броју и пласману такмичара који су учествовали у финалним такмичењима (првих 8 такмичара) Мароко је са 3 учесника у финалу заузео 18. место са 16 бодова.
| Плас. | Земља  | 1. место | 2. место | 3. место | 4. место | 5. место | 6. место | 7. место | 8. место | Бр. финал. | Бод. |
| ----- | ------ | -------- | -------- | -------- | -------- | -------- | -------- | -------- | -------- | ---------- | ---- |
| 18.   | Мароко | 1        | 1        | 0        | 1        | 0        | 0        | 0        | 1        | 3          | 16   |

## Учесници
| Мушкарци: - Азиз Уади — 60 м - Абдалати Игидер — 1.500 м - Амин Лалу — 1.500 м | Жене: - Malika Akkaoui — 800 м - Mariem Alaoui Selsouli — 1.500 м - Сихам Хилали — 1.500 м |  |

## Освајачи медаља (2)

### Злато (1)
- Абдалати Игуидер — 1.500 м

### Сребро (1)
- Mariem Alaoui Selsouli — 1.500 м

## Резултати

### Мушкарци
| Атлетичар       | Дисциплина | Лични рекорд | Квалификације | Квалификације | Полуфинале  | Полуфинале | Финале   | Финале | Детаљи |
| Атлетичар       | Дисциплина | Лични рекорд | Резултат      | Место         | Резултат    | Место      | Резултат | Место  | Детаљи |
| --------------- | ---------- | ------------ | ------------- | ------------- | ----------- | ---------- | -------- | ------ | ------ |
| Азиз Уади       | 60 м       | 6,75 НР      | 6,91 кв, ЛРС  | 4. у гр. 4    | 6,68 КВ, НР | 2. у гр. 1 | 6,72     | 7 / 23 |        |
| Абдалати Игидер | 1.500 м    | 3:34,10      | 3:38,41 КВ    | 1. у гр. 2    |             |            | 3:45,21  |        |        |
| Амин Лалу       | 1.500 м    | 3:37,03      | 3:42,36 КВ    | 3. у гр. 1    | 3:49,14     | 9 / 23     |          |        |        |

### Жене
| Атлетичарка            | Дисциплина | Лични рекорд | Квалификације | Квалификације | Финале                | Финале       | Детаљи |
| Атлетичарка            | Дисциплина | Лични рекорд | Резултат      | Место         | Резултат              | Место        | Детаљи |
| ---------------------- | ---------- | ------------ | ------------- | ------------- | --------------------- | ------------ | ------ |
| Malika Akkaoui         | 800 м      | 1:59,01 НР   | 2:04,20       | 5. у гр. 2    | Није се квалификовала | 14 / 16 (18) |        |
| Mariem Alaoui Selsouli | 1.500 м    | 4:03,67 НР   | 4:08,56 КВ    | 1. у гр. 2    | 4:08,56               |              |        |
| Сихам Хилали           | 1.500 м    | 4:04,53      | 4:11,69       | 4. у гр. 1    | 4:07,2 ЛРС            | 11 / 15      |        |